# Versailles (film, 2008)
Pour les articles homonymes, voir Versailles (homonymie).
Pour plus de détails, voir Fiche technique et Distribution.
Versailles est un film français réalisé par Pierre Schoeller, sorti en 2008.

## Synopsis
Paris, en 2008. Nina, sans emploi ni attaches, et Enzo, son fils de 5 ans, dorment dans la rue. La lecture d’un article de journal sur une association aidant les personnes sans emploi convainc Nina d’entrer en contact avec cette structure pour espérer prendre un nouveau départ. 
Une nuit, Nina et Enzo voient le Samu social passer près d’eux. Ils sont aussitôt recueillis et menés dans un centre d’accueil à Versailles. Nina ne pers pas de vue son idée : trouver l’association dont parlait le journal. Peu de temps après, dans une forêt qui jouxte le parc du château de Versailles, Nina et Enzo découvrent une cabane dans laquelle vit un homme isolé, Damien. 
Nina passe la nuit avec lui, et, au petit matin, elle laisse son enfant et disparaît. À son réveil, Damien découvre Enzo seul. Il essaie de le ramener à la ville, mais l’enfant revient à la cabane. Au fil des jours et des saisons, l’homme et l’enfant vont se découvrir, s’apprivoiser, nouer de solides liens, jusqu’au jour où Damien, malade et ne pouvant plus se lever, demande à Enzo d’aller chercher du secours au château.  
À sa sortie de l'hôpital, il trouve l’enfant qui l'attend dans la rue, espérant quelque chose de lui. Damien l'emmène chez son propre père, avec qui il avait coupé les ponts. Il présente Enzo comme son fils. Ayant trouvé du travail sur un chantier, Damien finit par déclarer Enzo à l’état civil pour lui permettre d’aller à l’école. Avec le temps, cette vie finit par peser à Damien, que son ancienne liberté appelle de plus en plus. Un matin, il part avec son sac à dos et se volatilise, laissant Enzo à ses parents, qui se sont attachés à l'enfant. Sept ans passent, jusqu’au jour où les parents de Damien reçoivent une lettre émouvante de la mère d’Enzo, cherche à retrouver son enfant…

## Fiche technique
- Titre : Versailles
- Réalisation : Pierre Schoeller
- Scénario : Pierre Schoeller
- Production : Philippe Martin et Géraldine Michelot
- Société de production : Les Films Pelleas, en association avec Cinémage 2
- Photographie : Julien Hirsch
- Montage : Mathilde Muyard
- Directeur artistique assistant : Gurgon Kyap
- Pays d'origine :  France
- Format : couleur
- Genre : drame
- Distributeur : K-Films Amérique (Québec)
- Date de sortie : 2008

## Distribution
- Guillaume Depardieu : Damien
- Max Baissette de Malglaive : Enzo enfant
- Mattéo Giovanetti : Enzo adolescent
- Judith Chemla : Nina
- Aure Atika : Nadine
- Patrick Descamps : Jean-Jacques
- Alain Libolt : L'homme à la couverture de survie
- Blandine Lenoir : L'assistante sociale
- Émilie Lafarge  : L'enquêtrice sociale

## Tournage
Les lieux de tournage du film sont Chartres (Eure-et-Loir) et Paris.

## Distinctions

### Nominations
- César 2009 : 
  - Meilleur premier film
  - Meilleur acteur pour Guillaume Depardieu